# Camden Head
Camden Head är en udde i Australien. Den ligger i delstaten New South Wales, i den sydöstra delen av landet, omkring 290 kilometer nordost om delstatshuvudstaden Sydney.
Trakten är glest befolkad. Närmaste större samhälle är Camden Haven, nära Camden Head. 
I omgivningarna runt Camden Head växer i huvudsak städsegrön lövskog. Genomsnittlig årsnederbörd är 1 825 millimeter. Den regnigaste månaden är februari, med i genomsnitt 359 mm nederbörd, och den torraste är oktober, med 41 mm nederbörd.